# Anii 2010
Anii 2010 au fost un deceniu care a început la 1 ianuarie 2010 și s-a încheiat la 31 decembrie 2019.
În limbă engleză, un nume pentru deceniu nu a fost acceptat universal în același mod ca și în deceniile anilor '80, anii '90 etc. Sugestiile comune pentru referire la acest deceniu sunt "Tens", "Teens" sau "anii '10".

## Politicǎ
- China a devenit o superputere în plină ascensiune la începutul anilor 2010. China a depășit SUA ca lider al comerțului mondial. Companiile chineze s-au lărgit, armata s-a extins pe plan militar, China având cea mai mare armată de pe planetă alcătuită din 2 milioane de soldați activi, și pe plan științific, agenția spațială chineză a trimis cu succes o sondă pe Lună, iar pe plan cultural, cinematografia chineză reprezentată de Oriental Movie Metropolis a început să aibă impact global. Începând cu anul 2018, China va avea cea mai mare economie, cu un PIB estimat pe cap de locuitor egal cu SUA până la sfârșitul anilor 2050.
- În septembrie 2015, Războiul Civil sirian a condus la criza europeană a refugiaților. În Statele Unite, migrația internă a ajuns la cel mai scăzut nivel de la 1948.
- Polarizarea politică a crescut, pe măsură ce conservatorii și liberalii sociali s-au ciocnit pentru rolul guvernului și al altor probleme sociale, economice și de protectia mediului în Occident. În Statele Unite, sondajele au arătat un electorat divizat în ceea ce privește reforma sistemului de sănătate, imigrația, drepturile armelor, impozitarea, crearea de locuri de muncă și reducerea datoriilor. În Europa, s-au dezvoltat mișcări care protestează impotriva refugiaților din țările islamice, cum ar fi Liga Romană de Apărare și Pegida. De asemenea, au existat tendințe crescânde de egalitarism, inclusiv între sexe , iar unii cercetători afirmă că un al patrulea val de feminism a început în jurul anului 2012, urmata de fenomenul #METOO în 2017 când multe actrițe de la Hollywood au raportat ca au fost harțuite sexual în trecut.
- Populismul în politică a cunoscut o utilizare pe scară largă pe parcursul întregului deceniu, cu mulți politicieni și diverse mișcări politice care exprimă sentimente populiste și folosesc retorica populistă. Exemple notabile ale mișcărilor populiste a fost mișcarea Tea Party, Occupy Wall Street, Brexit, Black Lives Matter,  precum și mișcările de extrema dreaptă. Exemple de politicieni populiști sunt la fel de numeroase ca Donald Trump, Barack Obama, Hugo Chávez, Beppe Grillo, Nigel Farage, Marine Le Pen și alții descriși ca populiști.

## Personalitățile deceniului
Galeria cuprinde cei mai puternici lideri și cele mai mediatizate personalități cu poziții de conducere în deceniul 2010-2019.

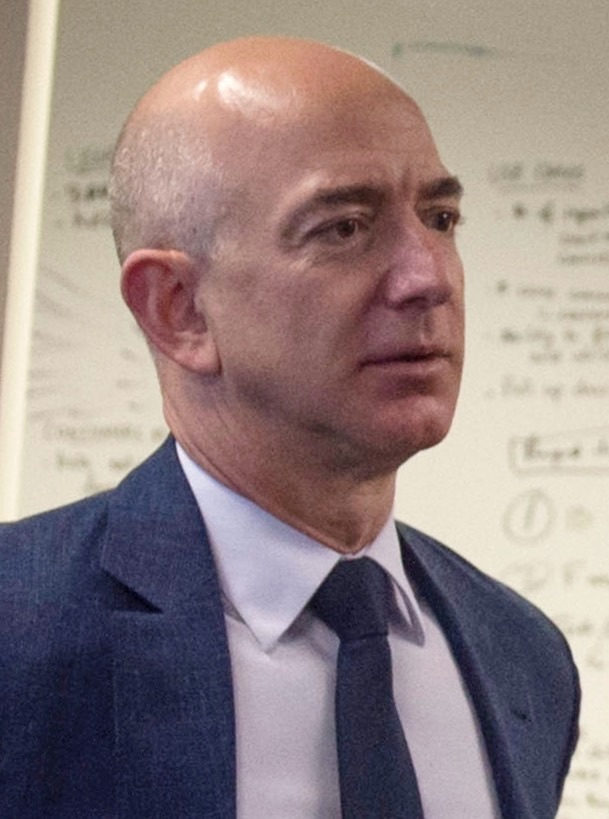
Jeff Bezos, președintele Amazon
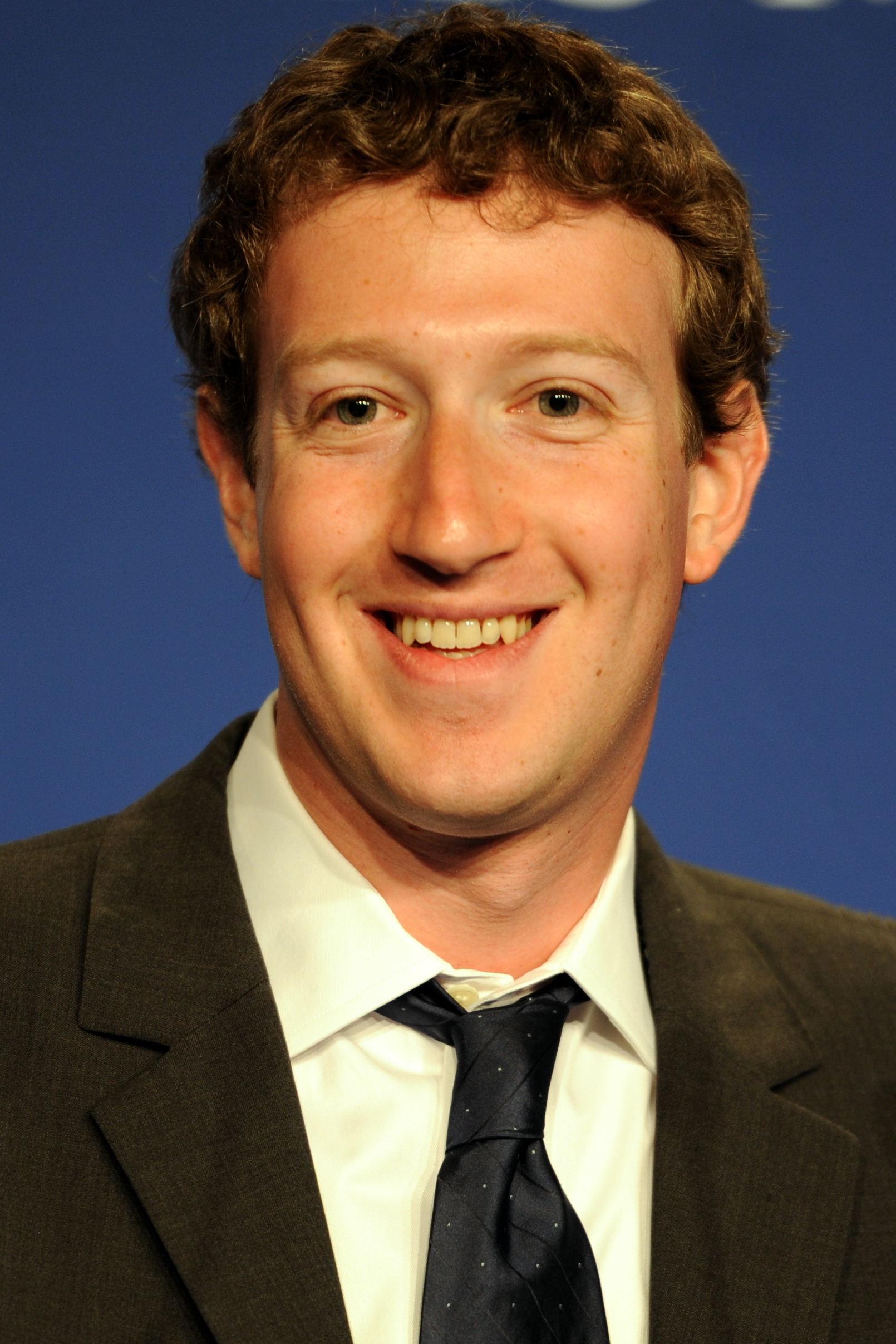
Mark Zuckerberg, fondatorul Facebook
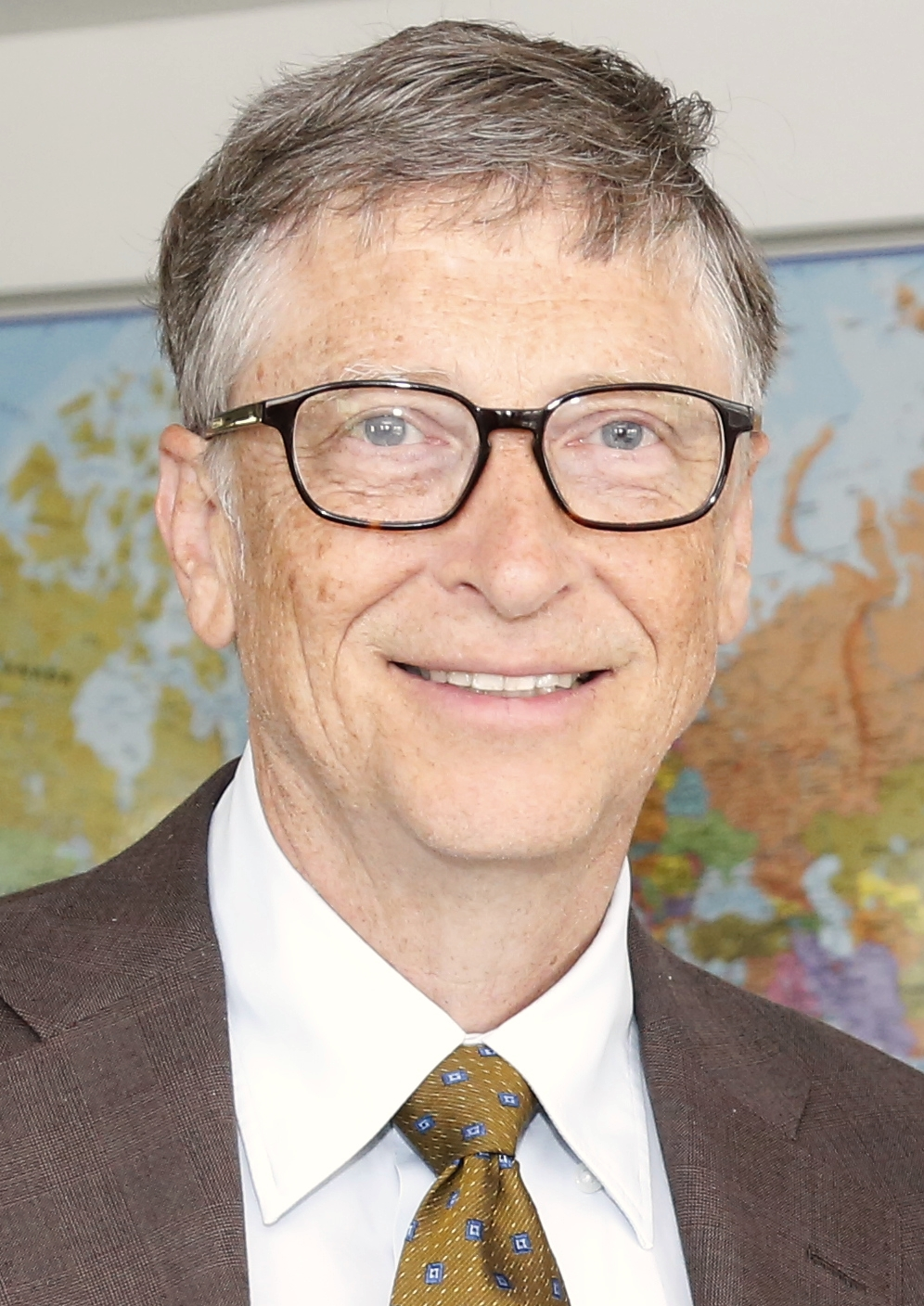
Bill Gates, fondatorul Microsoft
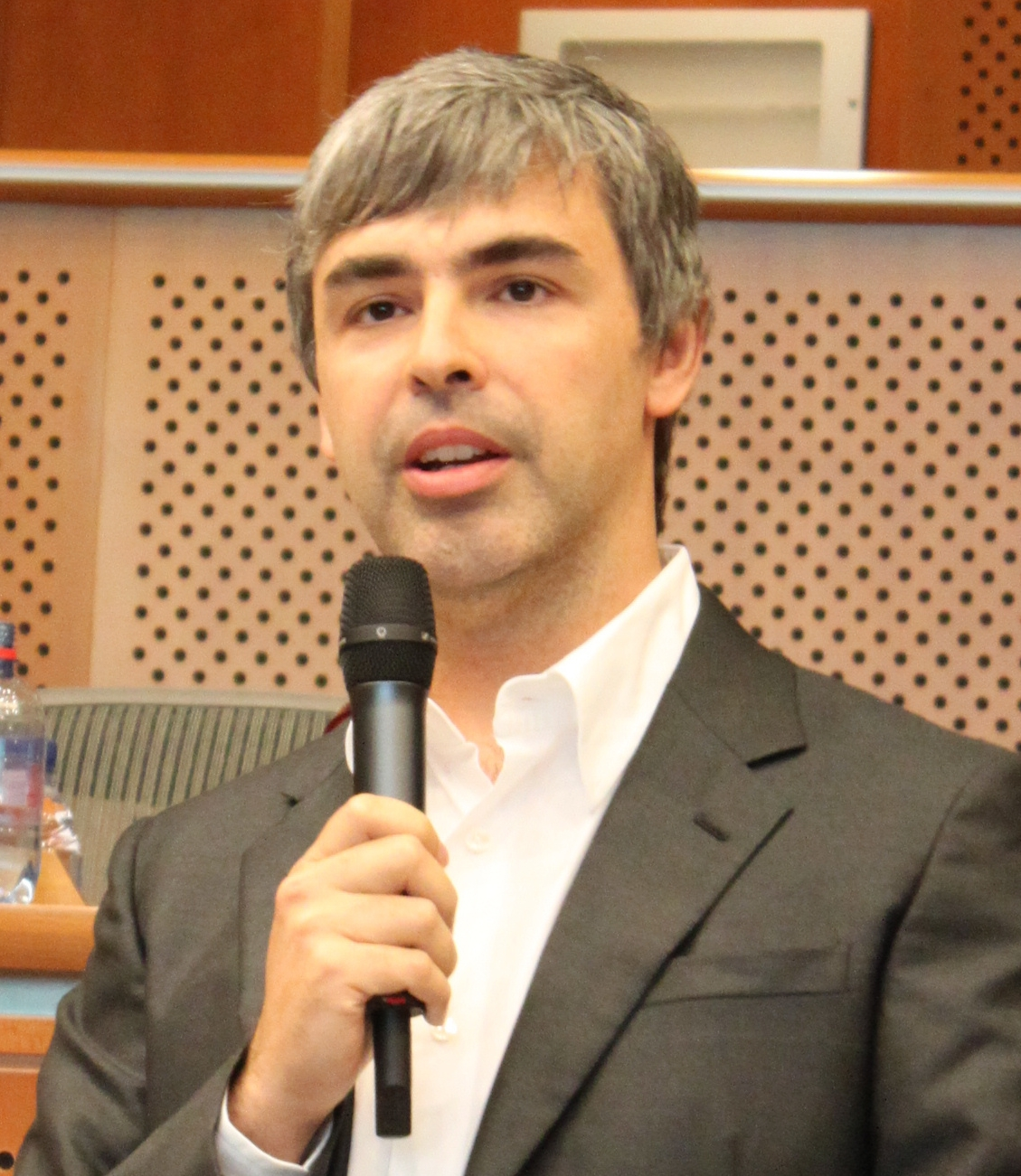
Larry Page, co-fondatorul Google
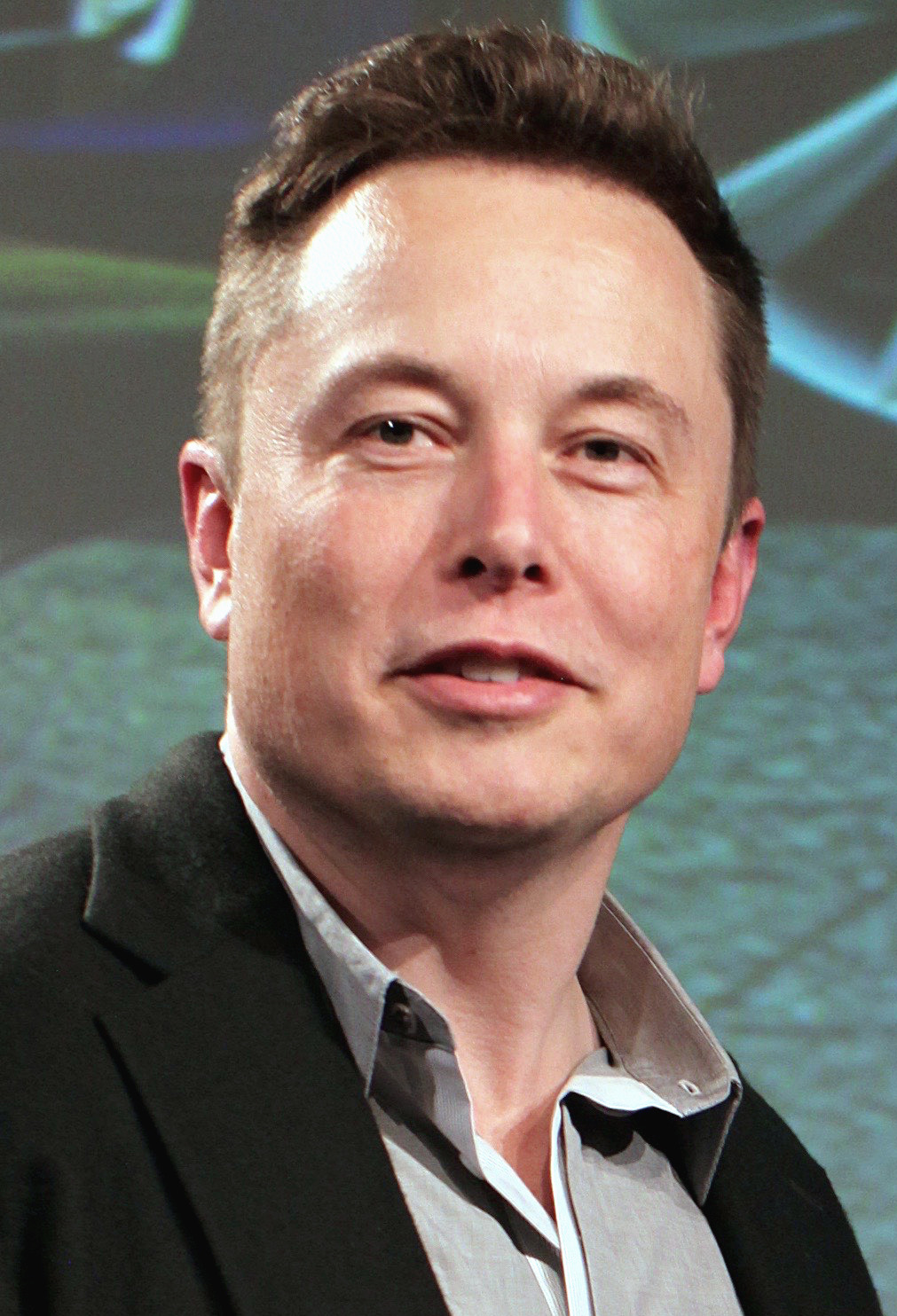
Elon Musk, directorul SpaceX și Tesla
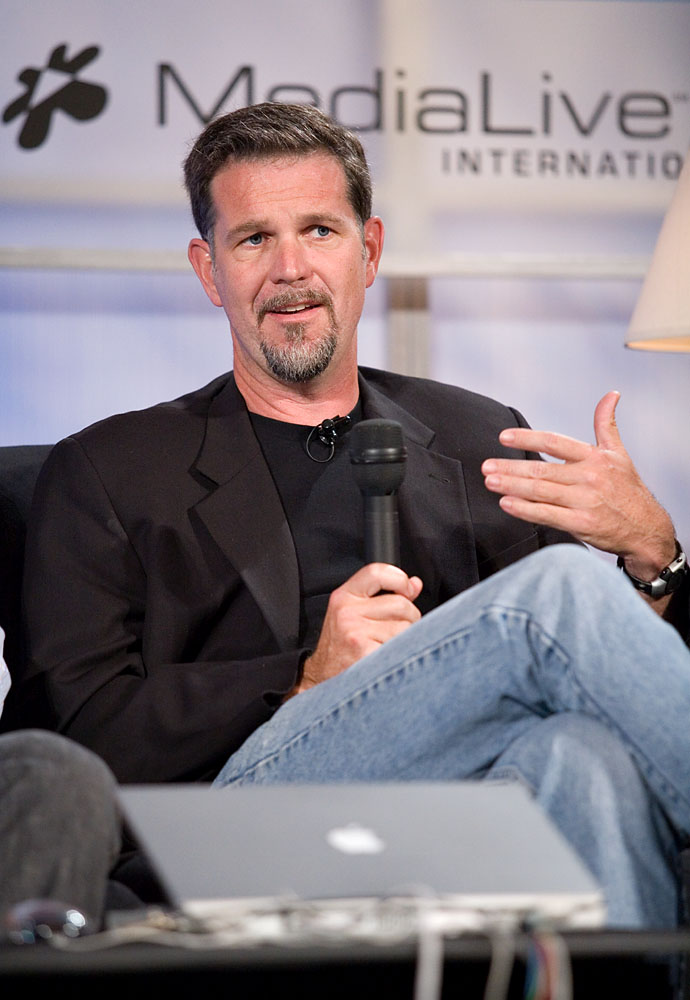
Reed Hastings, fondatorul Netflix
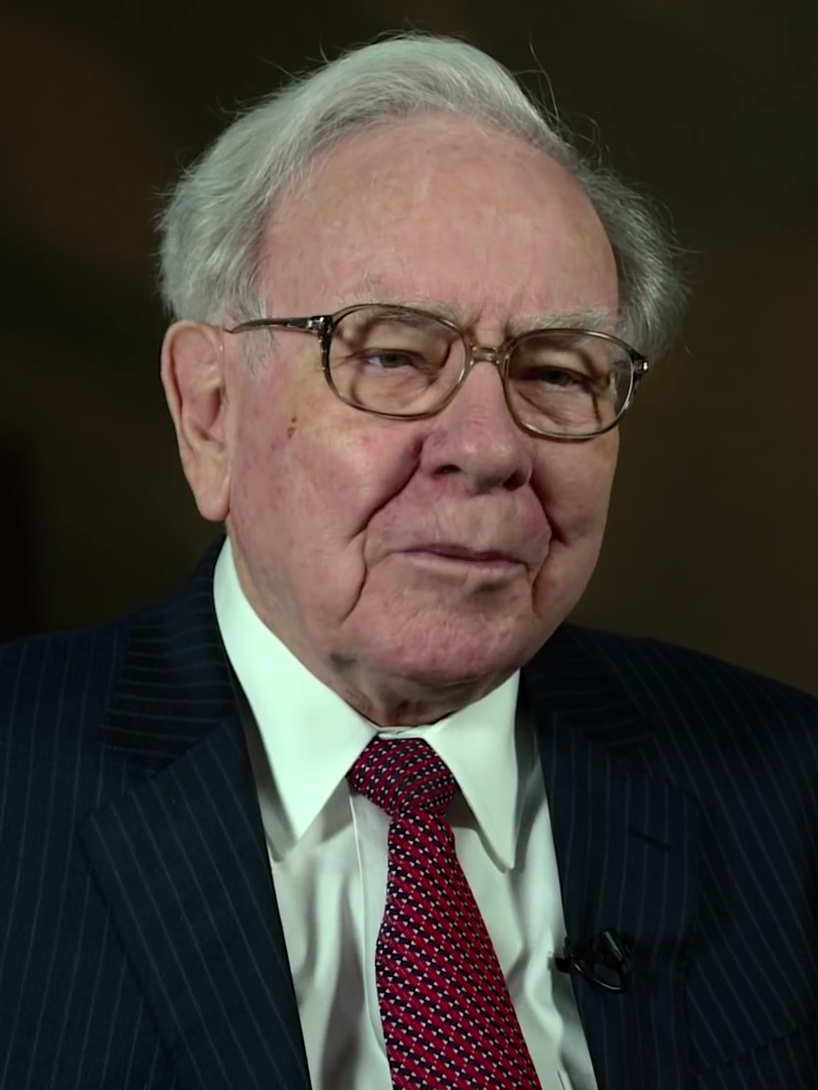
Warren Buffett, directorul Berkshire Hathaway
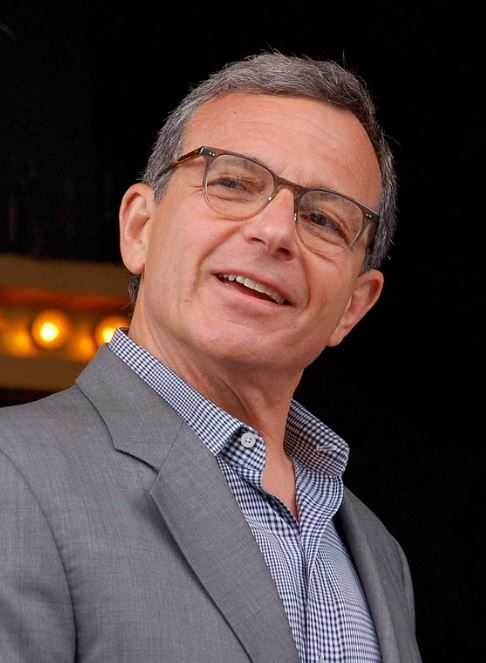
Bob Iger, directorul The Walt Disney Company
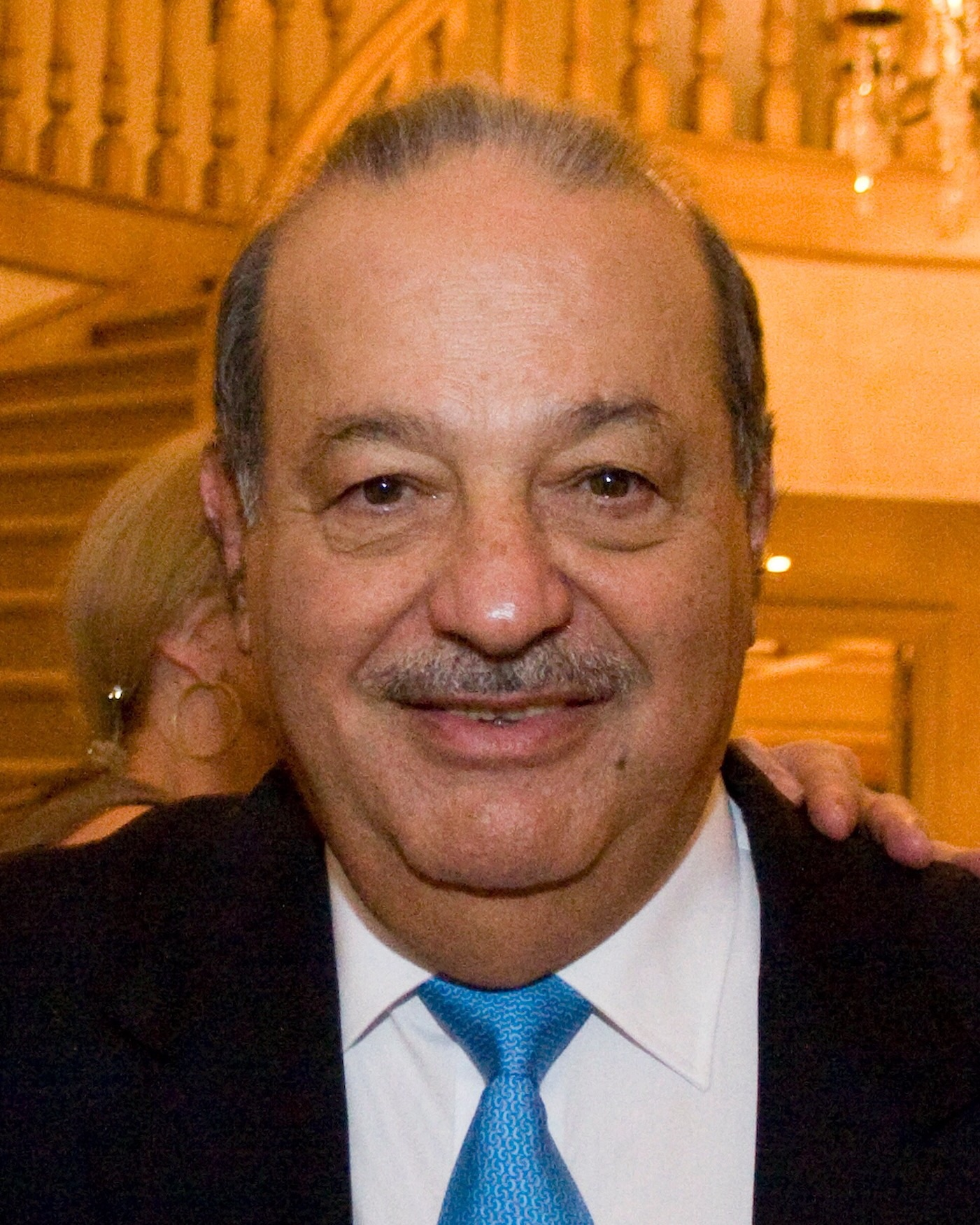
Carlos Slim, director America Movil SAB de CV
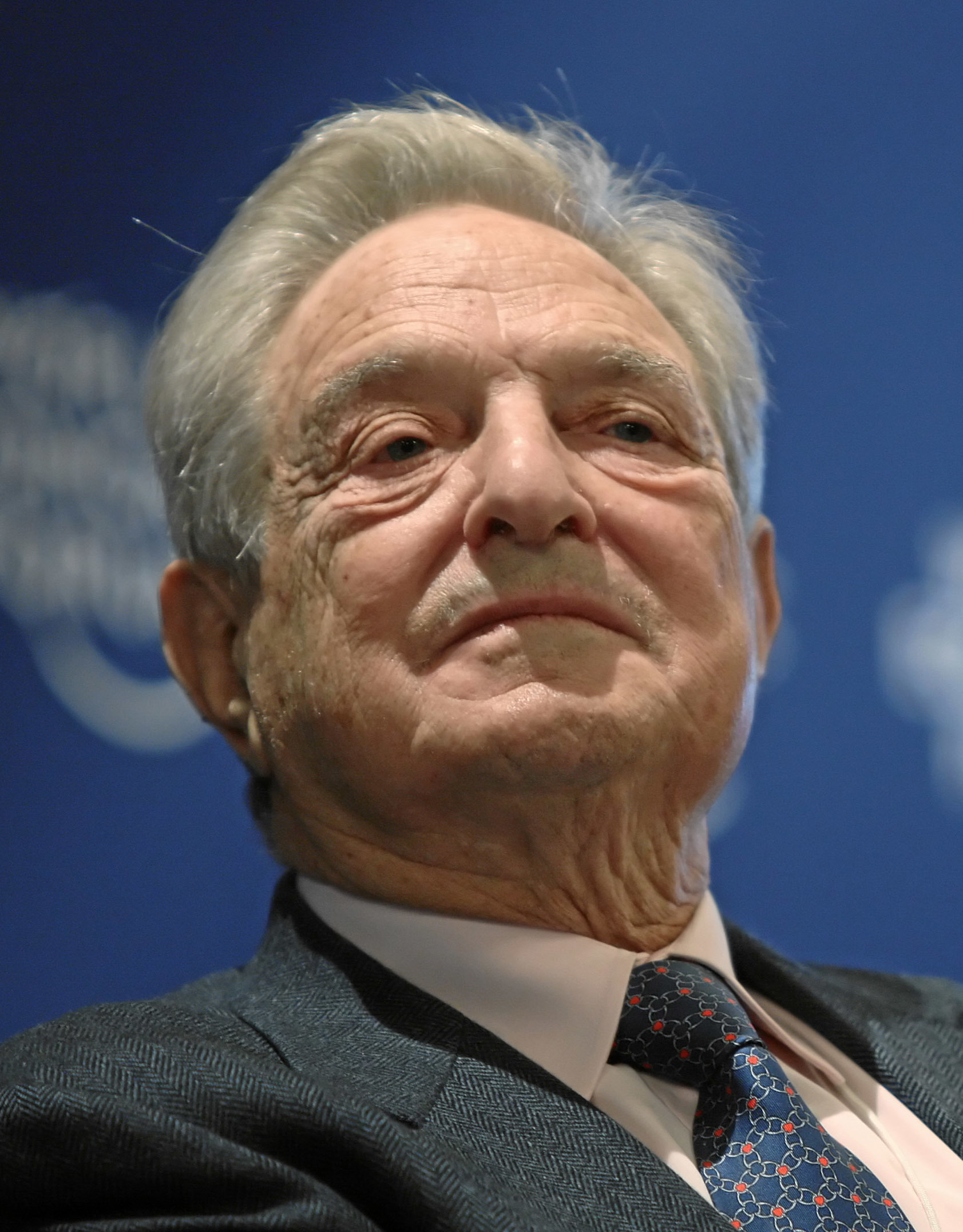
George Soros, directorul fundației Open Society
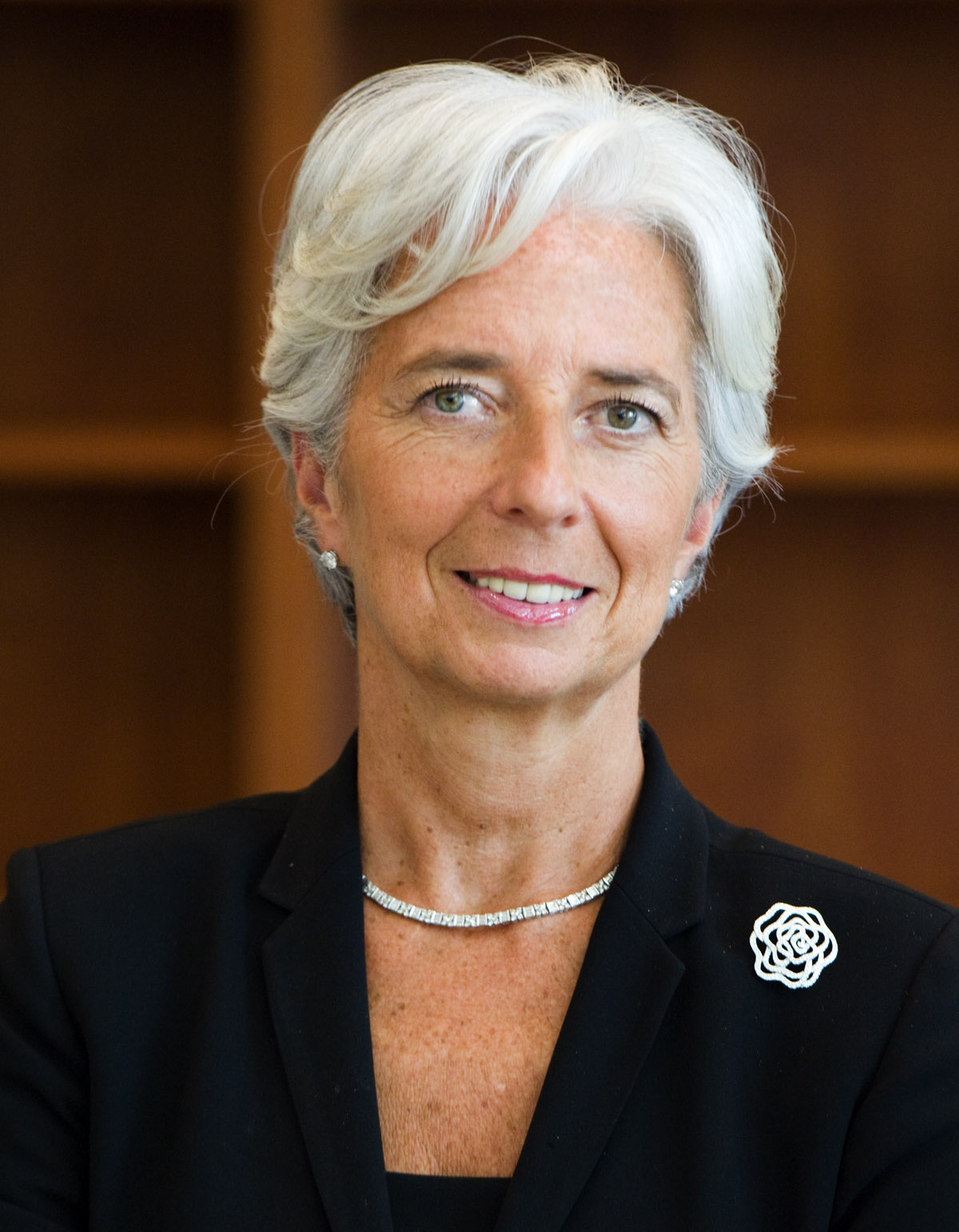
Christine Lagarde, directorul FMI
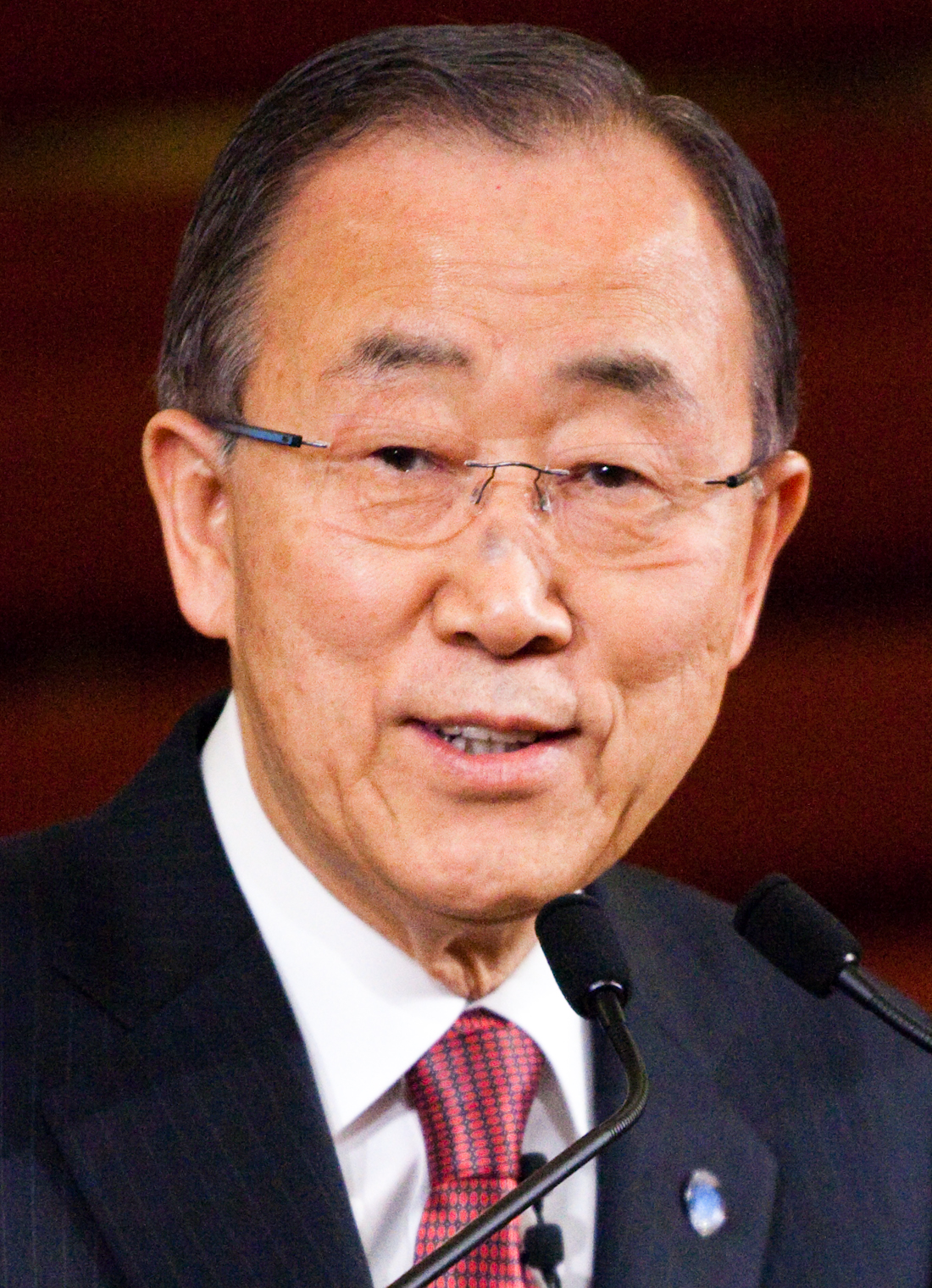
Ban Ki-moon, secretarul general al ONU (2007-2016)
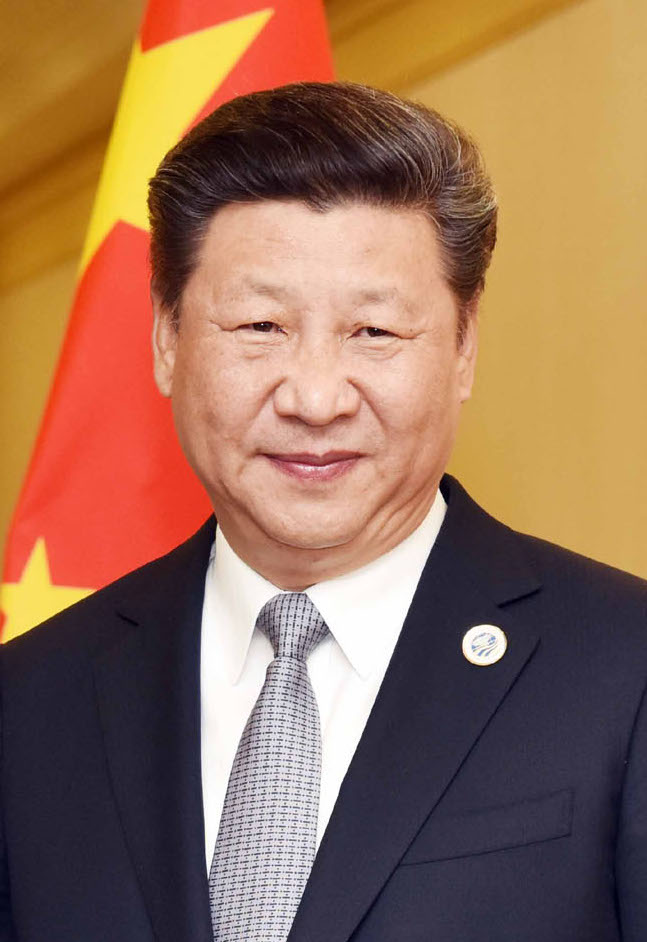
Xi Jinping, președintele Republicii Populare Chineze
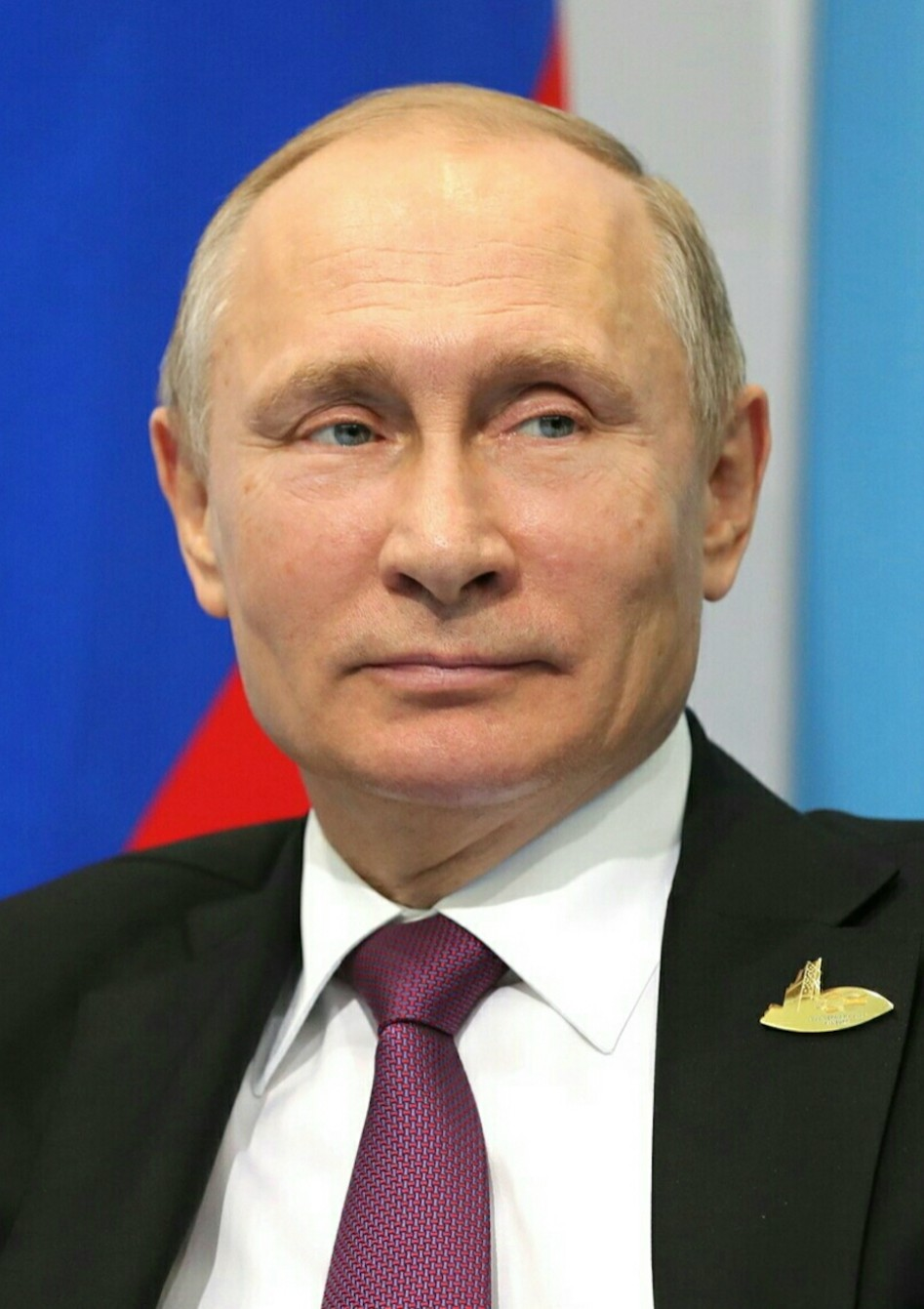
Vladimir Putin, președintele Federației Ruse
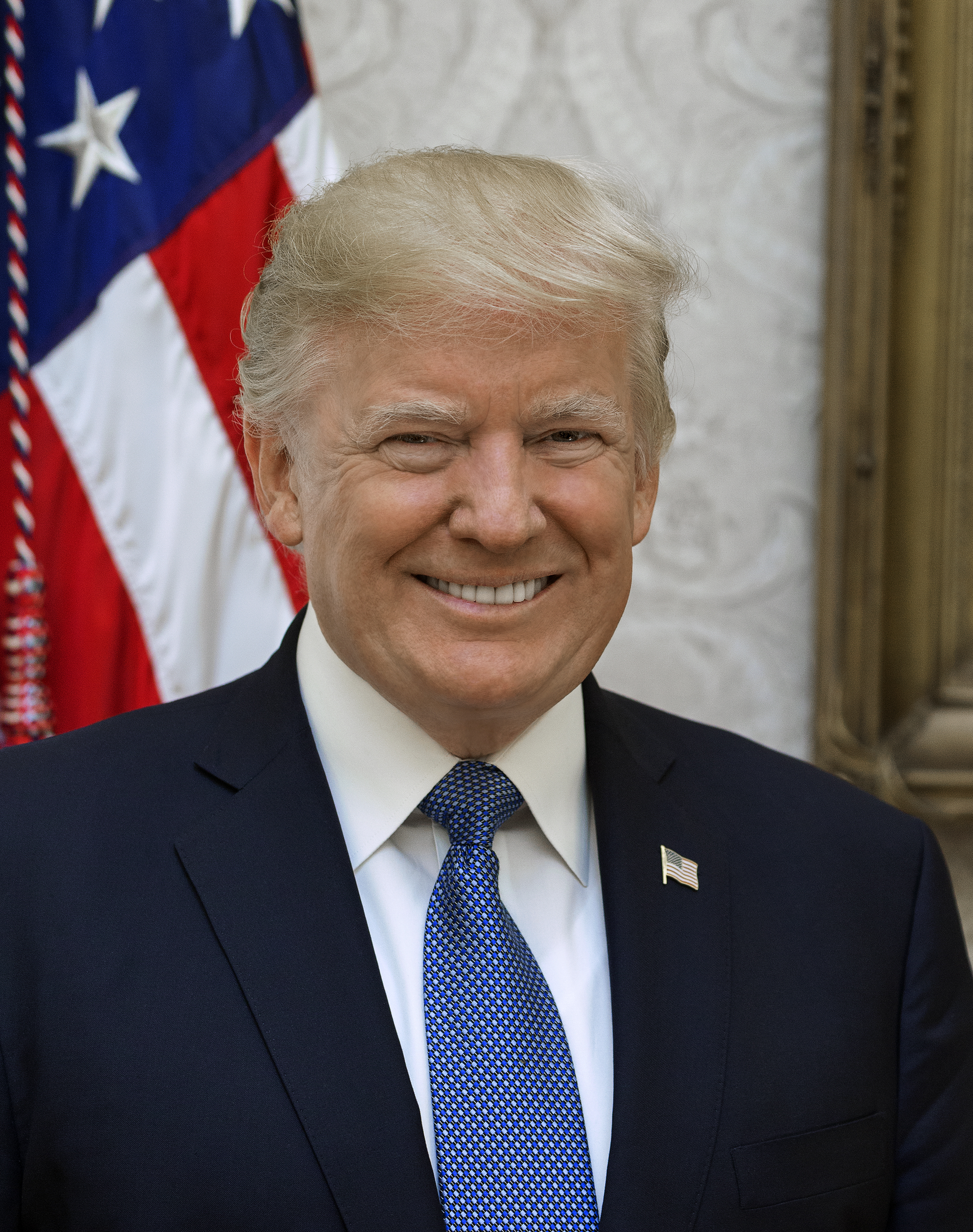
Donald Trump, al 45-lea președinte Statelor Unite ale Americii (2016-2020)
Barack Obama, al 44-lea președinte al Statelor Unite ale Americii (2009-2016)
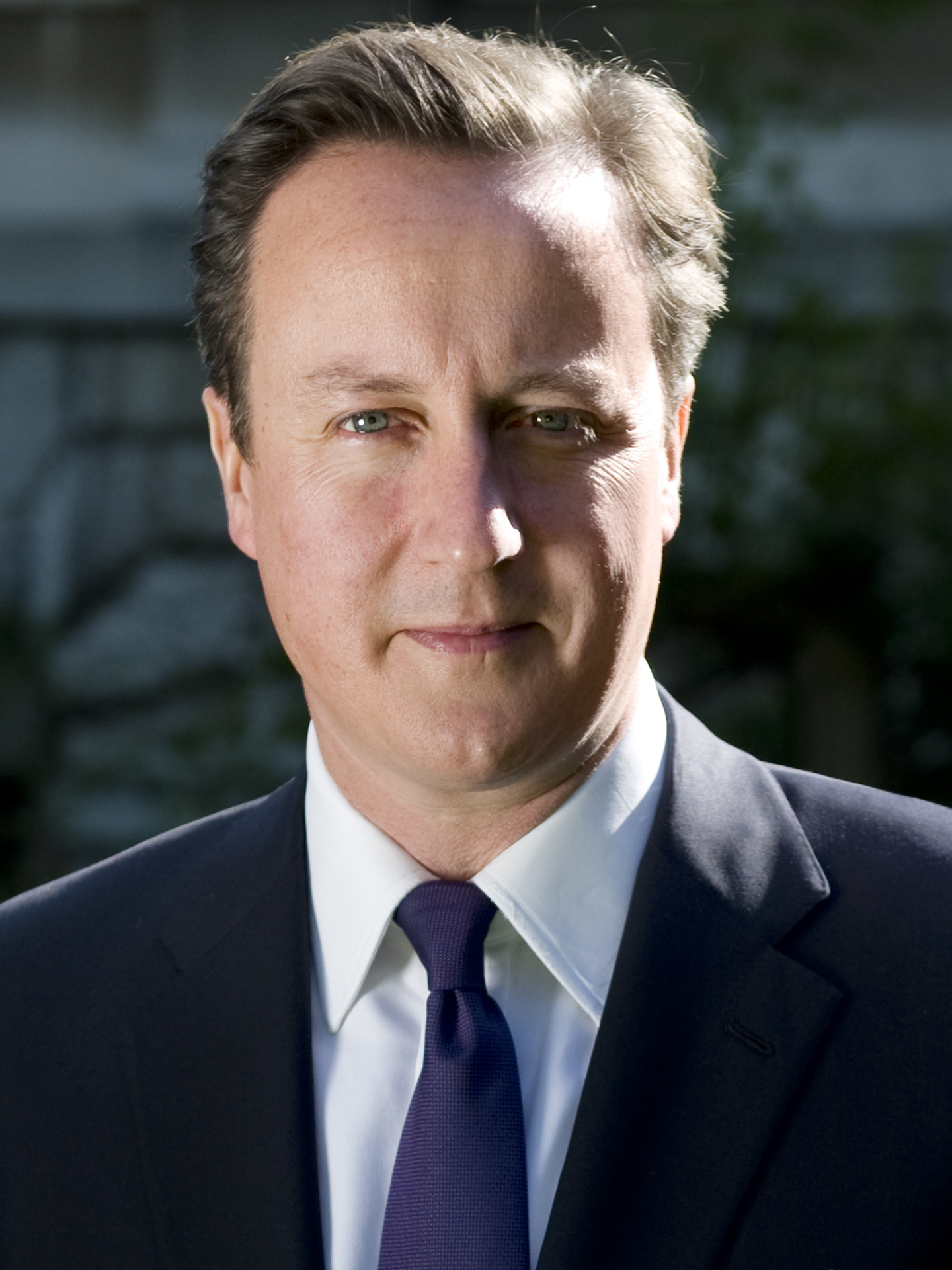
David Cameron, premier al Regatului Unit (2010-2016)
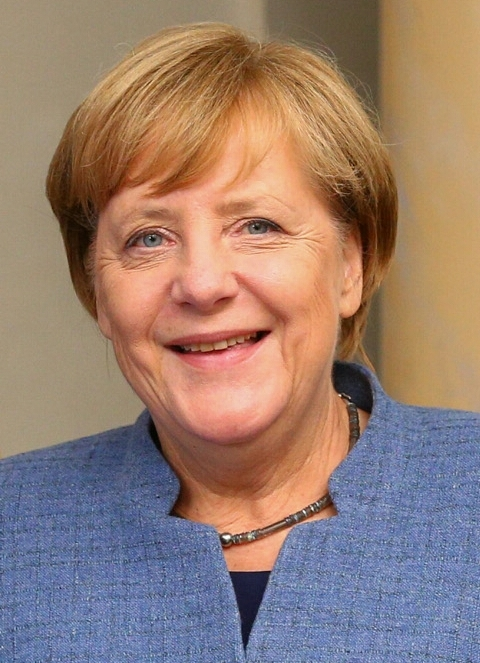
Angela Merkel, Cancelara Germaniei
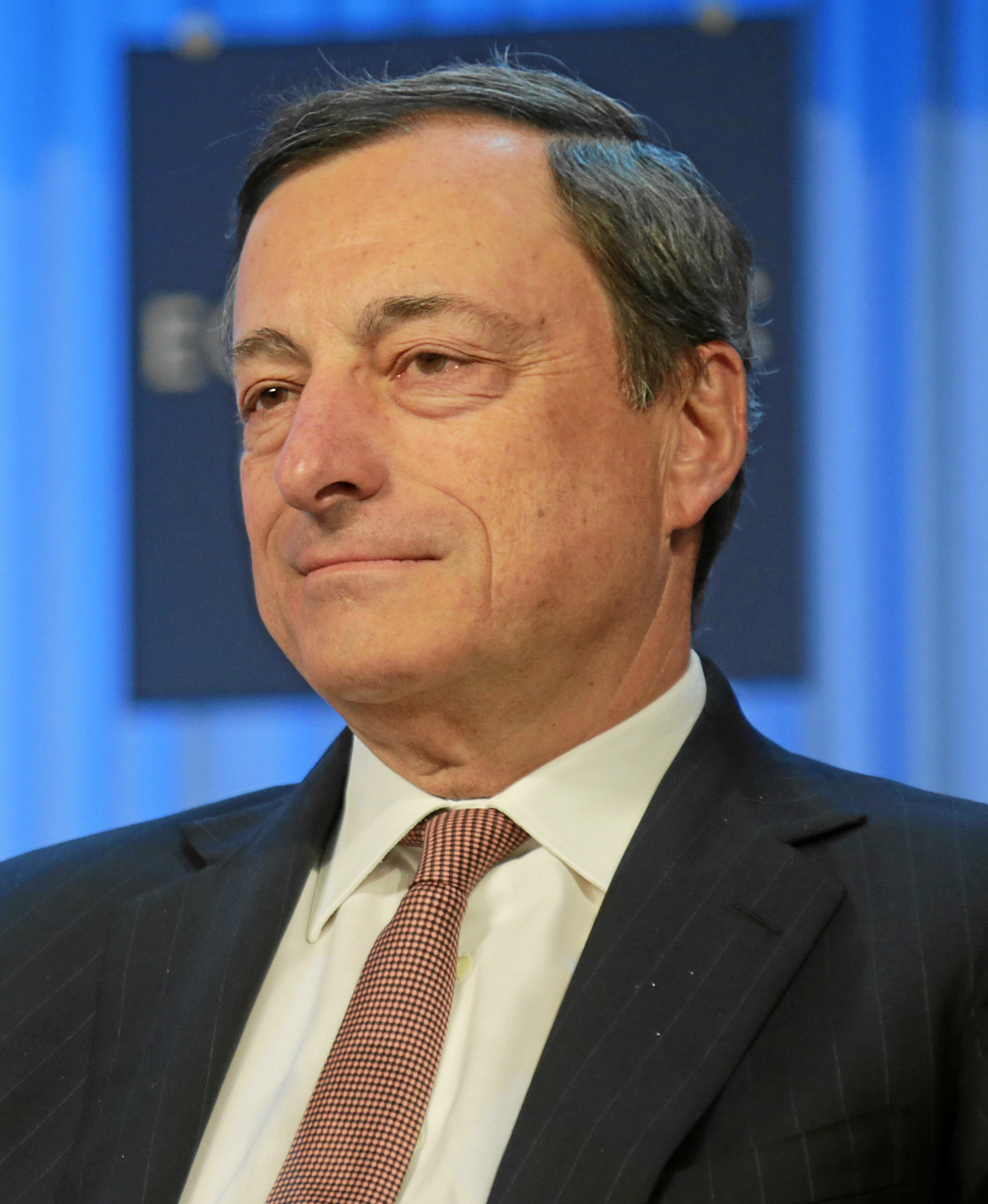
Mario Draghi, președintele Băncii Centrale Europene
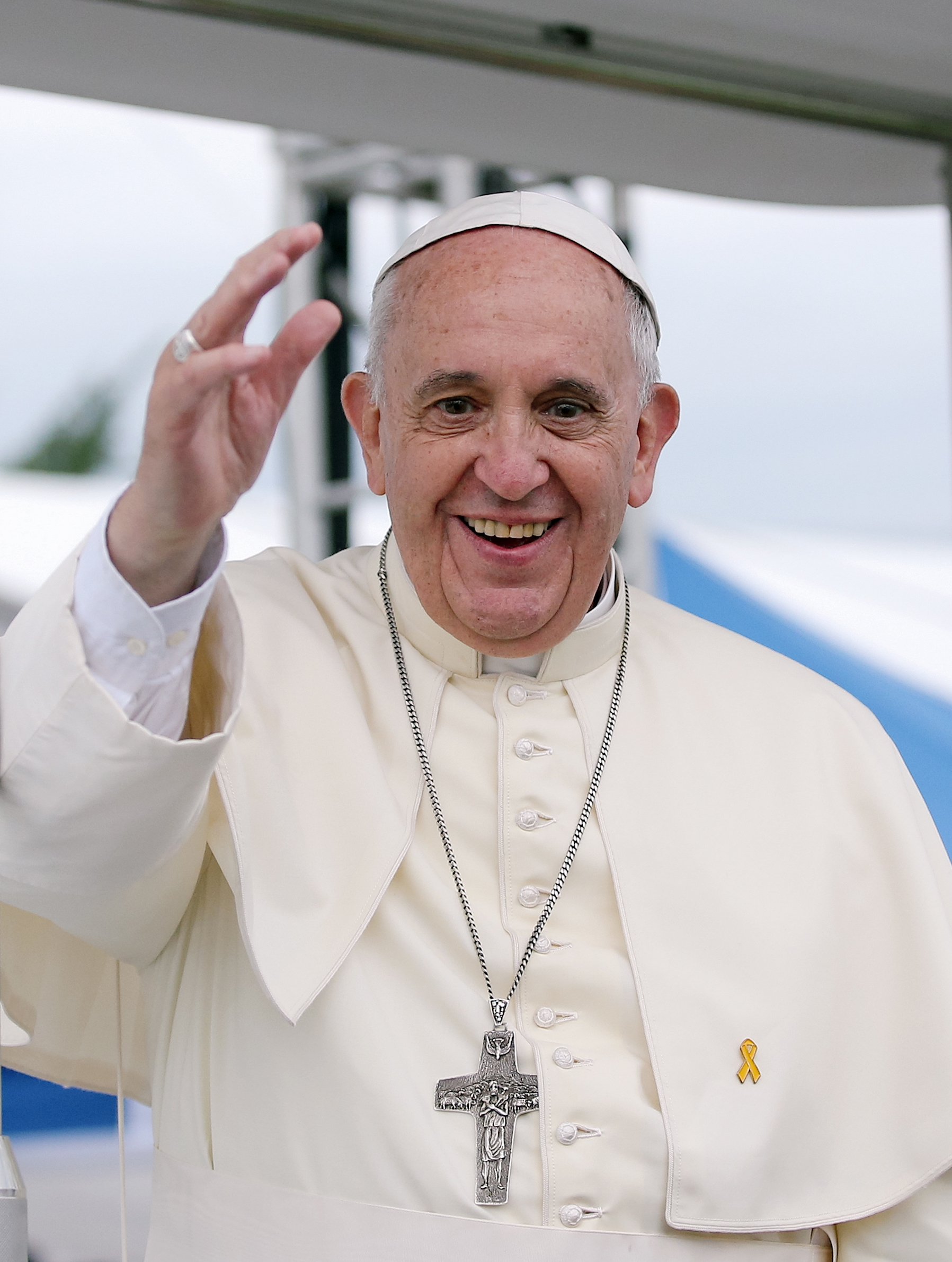
Papa Francisc
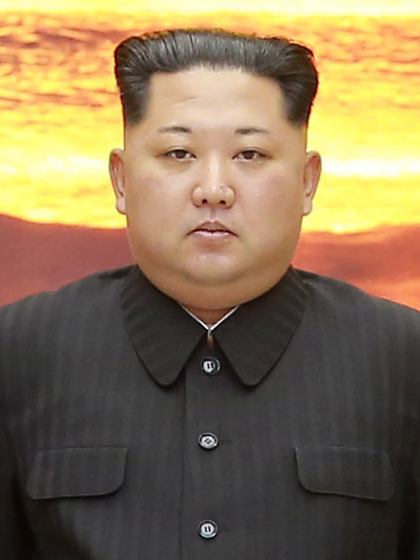
Kim Jong-un, liderul suprem al Coreei de Nord
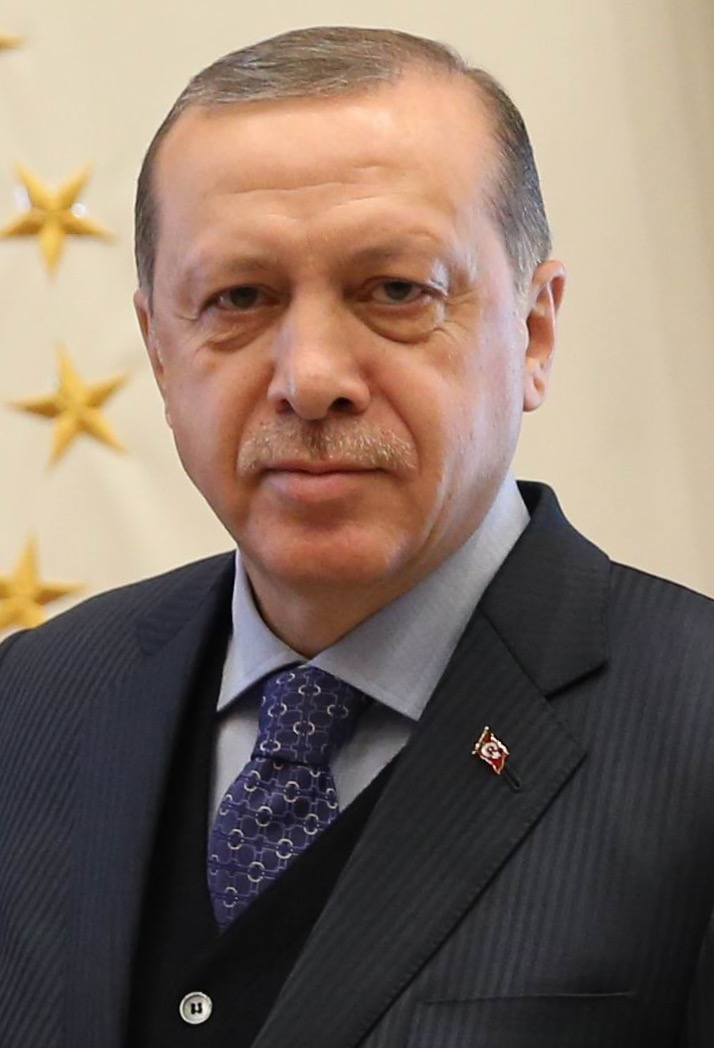
Recep Tayyip Erdoğan, președintele Turciei
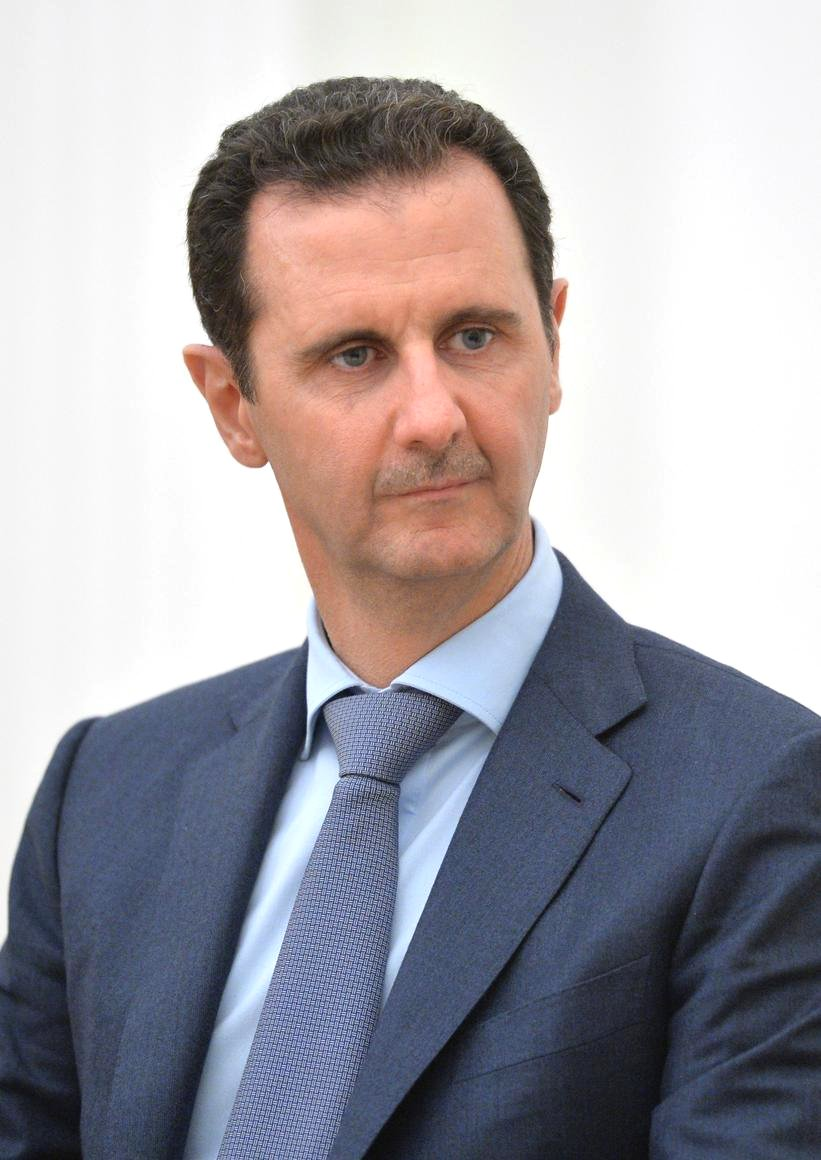
Bashar al-Assad, președintele Siriei
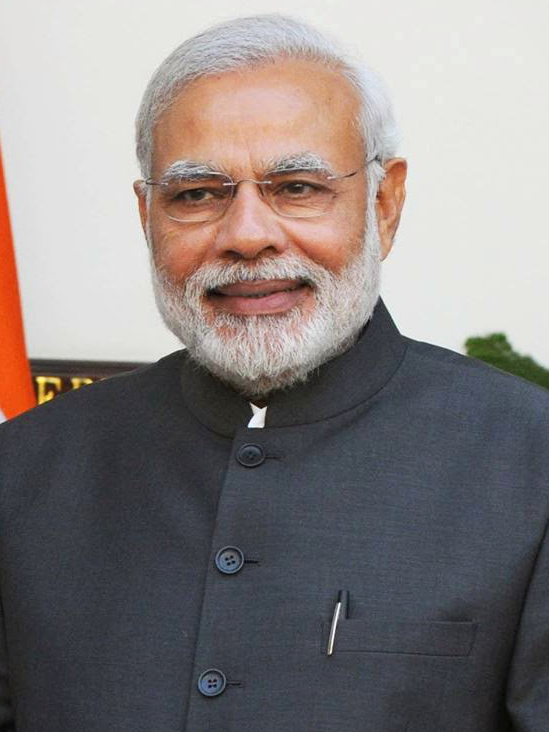
Narendra Modi, premierul Indiei
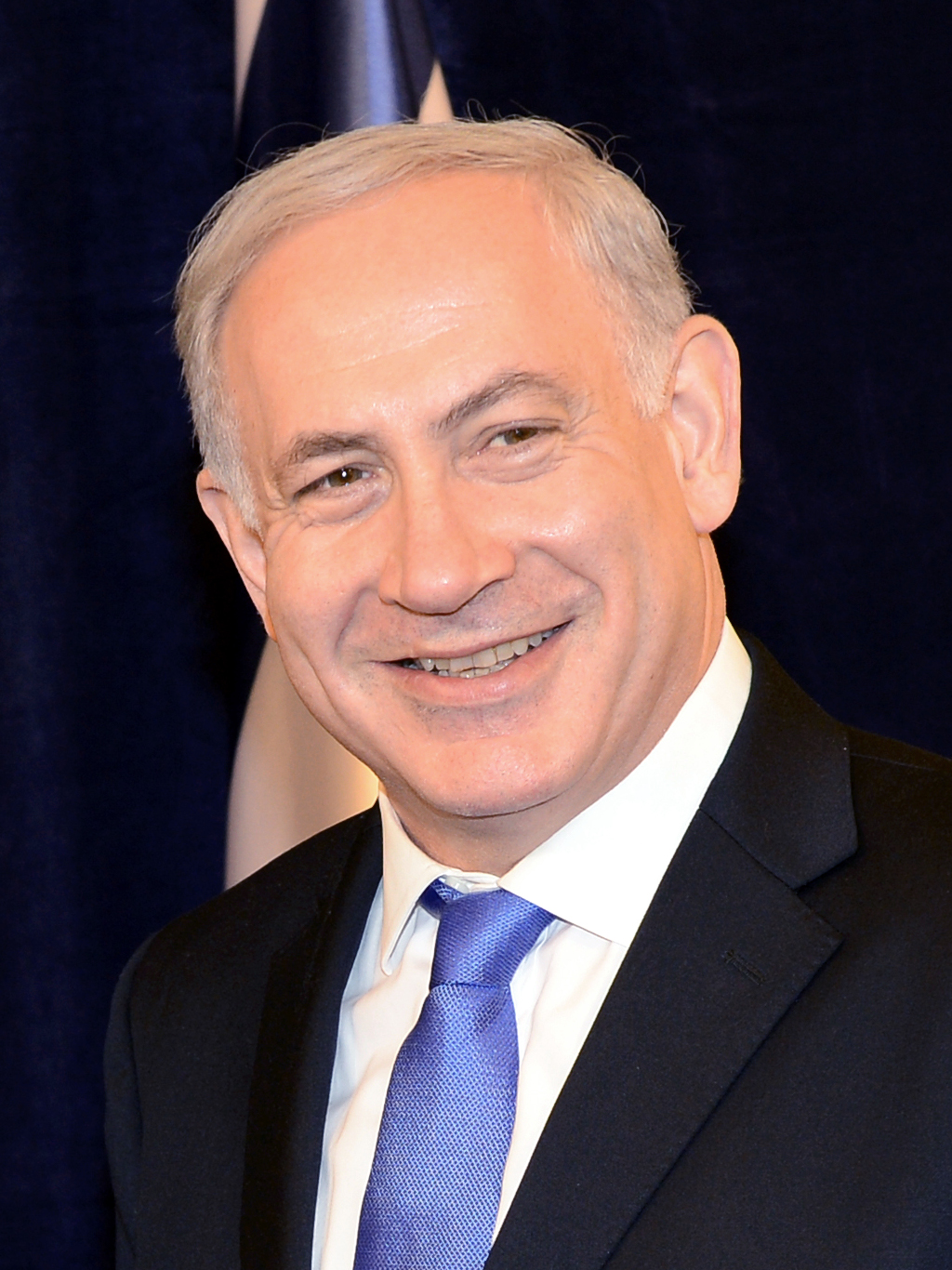
Benjamin Netanyahu, premierul Israelului
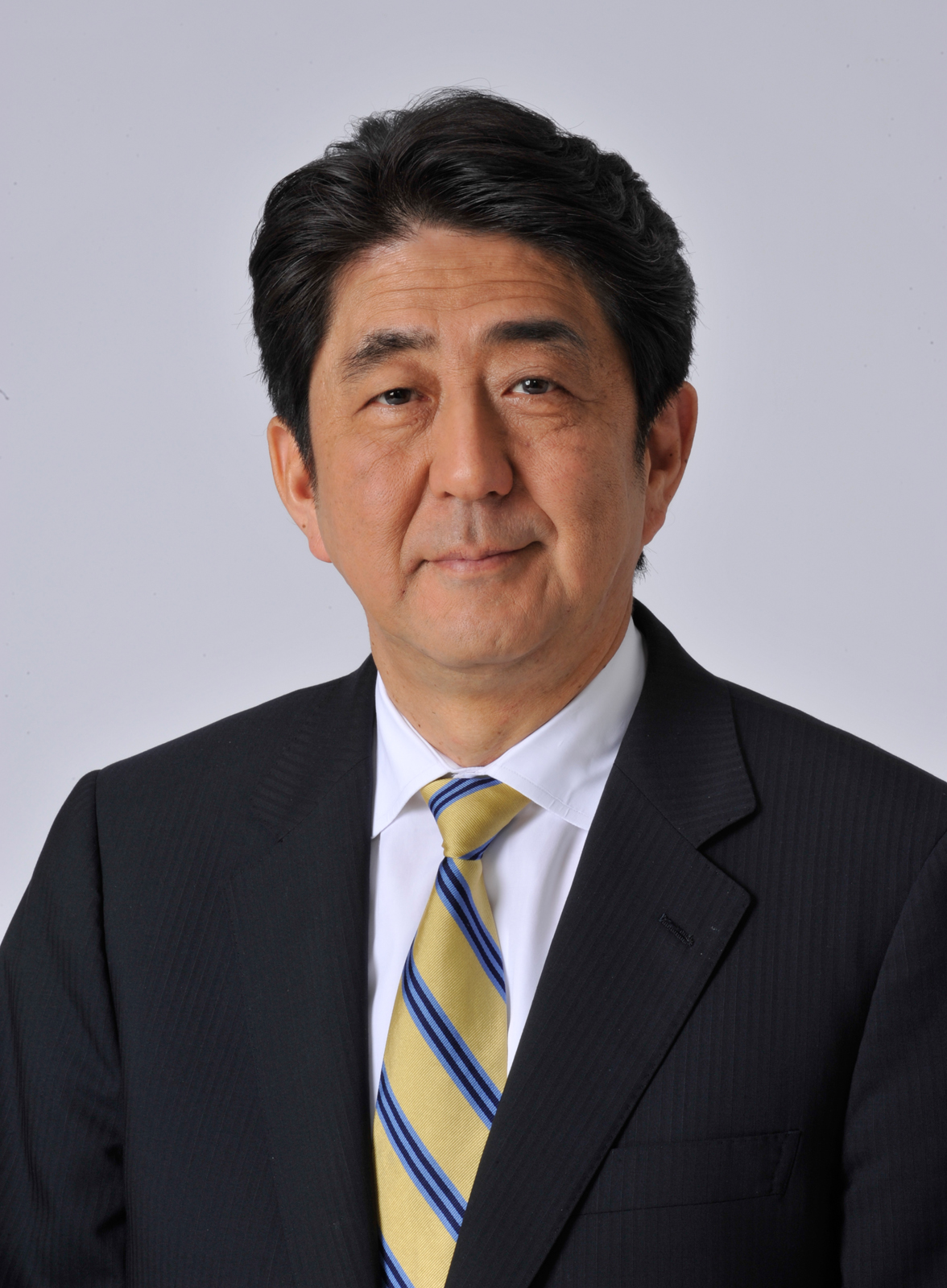
Shinzō Abe, premierul Japoniei
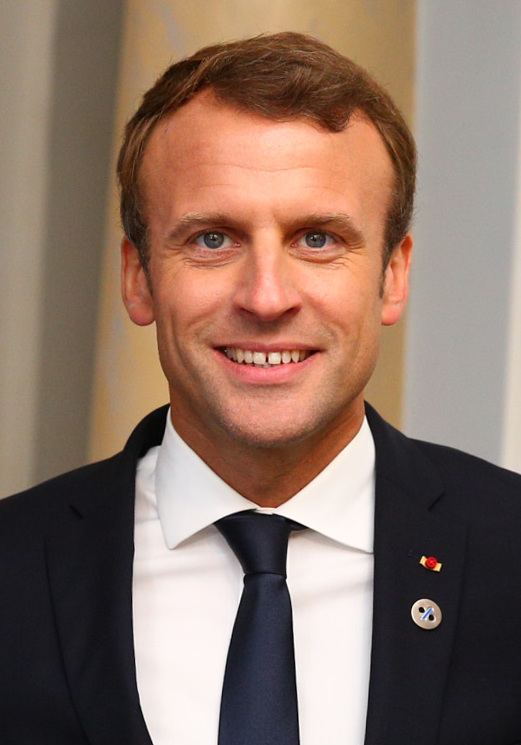
Emmanuel Macron, președintele Franței
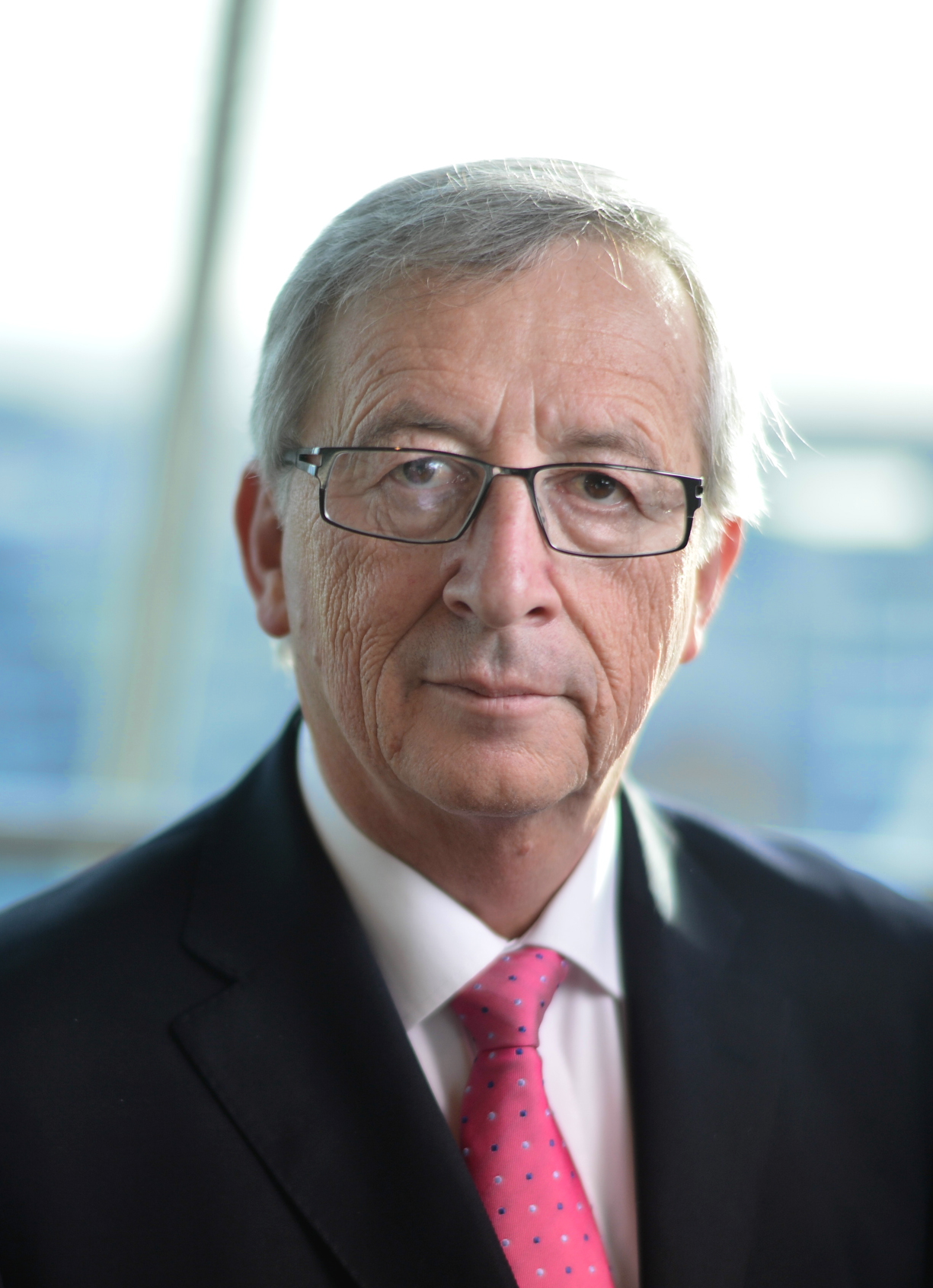
Jean-Claude Juncker, președintele Comisiei Europene
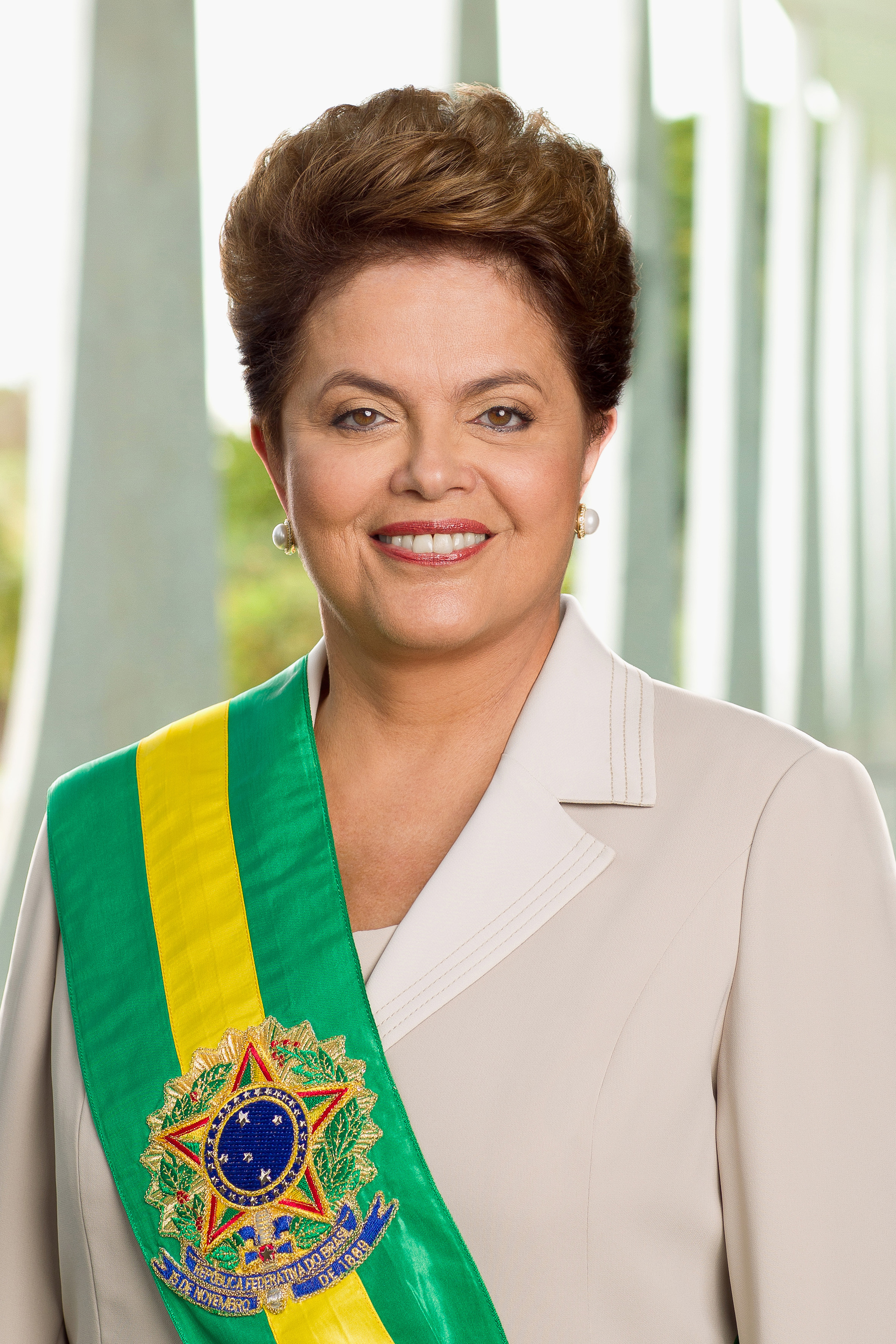
Dilma Rousseff, președintele Braziliei (2011-2016)
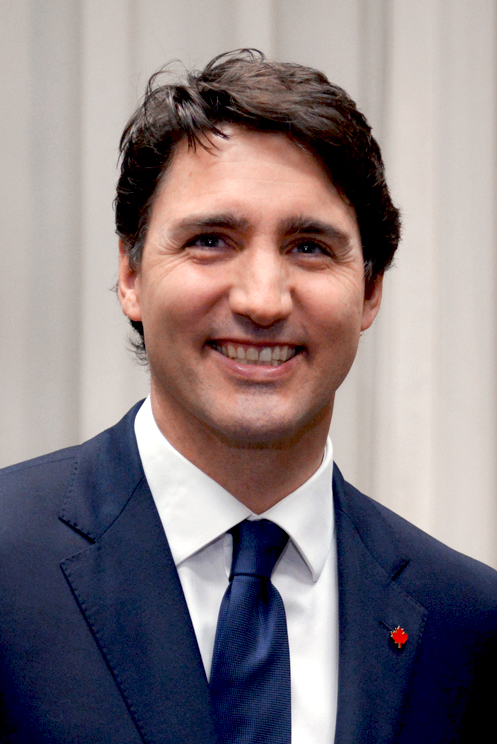
Justin Trudeau, premierul Canadei
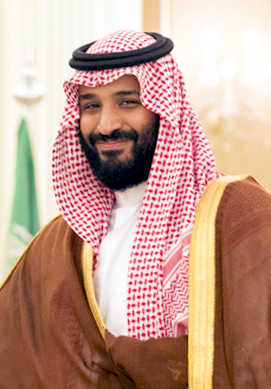
Mohammad bin Salman Al Saud, prințul Arabiei Saudite
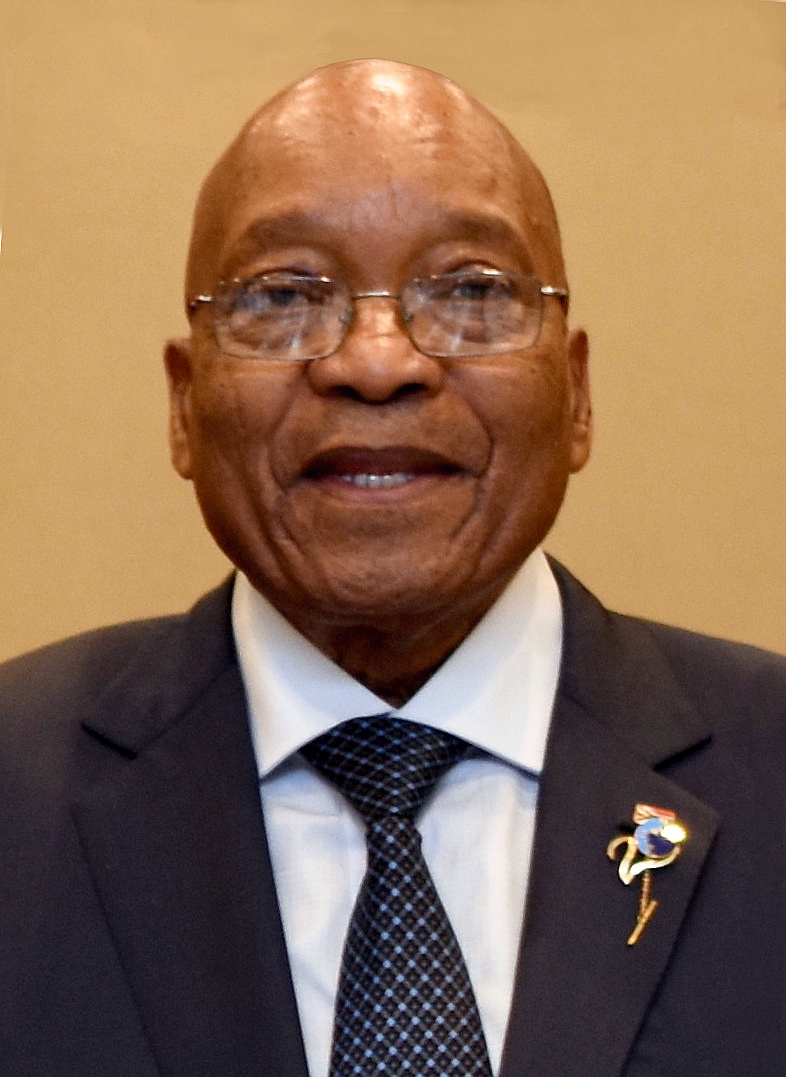
Jacob Zumba, președintele Africii de Sud (2009-2018)

## Economia
Anii 2010 au fost marcați de redresarea globală în urma crizei financiare din 2008, de creșterea influenței economiilor emergente, de avansul tehnologic rapid și de apariția unor noi tensiuni economice și comerciale. În această perioadă, politicile monetare relaxate au dominat peisajul economic mondial, marile corporații din sectorul tehnologic au devenit puteri financiare, iar globalizarea a fost pusă sub semnul întrebării printr-o serie de mișcări protecționiste și tensiuni comerciale.
După recesiunea severă provocată de criza financiară din 2008-2009, economia globală a început să își revină treptat. Băncile centrale din întreaga lume, în special Rezerva Federală a SUA și Banca Centrală Europeană, au menținut dobânzile la minime istorice și au implementat politici de relaxare cantitativă pentru a stimula creșterea economică. În Statele Unite, economia a înregistrat o expansiune susținută, cu o rată a șomajului în scădere constantă, atingând în 2019 cel mai scăzut nivel din ultimele cinci decenii. În Uniunea Europeană, redresarea a fost mai lentă, afectată de criza datoriilor suverane care a lovit mai multe țări din zona euro, în special Grecia, Spania, Italia și Portugalia. În urma unui program de austeritate sever și a unui pachet de salvare internațional, Grecia a evitat colapsul financiar, dar efectele sociale și economice ale crizei s-au resimțit puternic pe tot parcursul deceniului.
China și-a consolidat poziția de a doua cea mai mare economie a lumii, depășind Japonia în 2010 și continuând o creștere rapidă, bazată pe exporturi, infrastructură și expansiune tehnologică. Totuși, creșterea economică a Chinei a încetinit treptat în a doua jumătate a deceniului, pe fondul eforturilor de reducere a datoriilor și al războiului comercial cu Statele Unite. India a devenit una dintre economiile cu cea mai rapidă creștere din lume, depășind China în anumite perioade, susținută de reforme economice, investiții străine și o populație în creștere.
În a doua jumătate a deceniului, economia globală a fost marcată de o creștere a protecționismului, în special prin politicile administrației Donald Trump. Războiul comercial dintre SUA și China, început în 2018 prin impunerea unor tarife vamale reciproce, a afectat comerțul mondial și a generat incertitudine economică. Brexit-ul, procesul prin care Regatul Unit a decis să părăsească Uniunea Europeană în urma referendumului din 2016, a contribuit la instabilitatea economică europeană, cu negocieri îndelungate și implicații economice semnificative asupra piețelor financiare și a comerțului internațional.
Tehnologia și digitalizarea au transformat profund economia globală. Giganții tehnologici precum Apple, Amazon, Google, Facebook și Microsoft au devenit cele mai valoroase companii din lume, dominând sectoare-cheie precum comerțul electronic, publicitatea digitală, inteligența artificială și serviciile cloud. În 2017, Amazon a achiziționat Whole Foods, semnalând intrarea sa agresivă pe piața retailului tradițional, iar Tesla a revoluționat industria auto prin dezvoltarea mașinilor electrice și a tehnologiilor autonome. Bitcoin și alte criptomonede au cunoscut o ascensiune spectaculoasă, cu un vârf de preț în 2017, când Bitcoin a depășit valoarea de 19.000 de dolari, înainte de a suferi o corecție drastică.
Economia globală a fost, de asemenea, influențată de schimbările climatice și de tranziția către surse de energie regenerabilă. Acordul de la Paris, semnat în 2015, a reprezentat un moment esențial în eforturile internaționale de combatere a schimbărilor climatice, determinând guvernele și marile corporații să investească în tehnologii verzi și să reducă emisiile de carbon. Industria auto a început tranziția către vehicule electrice, iar sursele de energie regenerabilă, precum energia solară și eoliană, au devenit din ce în ce mai competitive din punct de vedere economic.

## Dezastre

### Anul 2010:
- 12 ianuarie 2010: Cutremurul din Haiti  Un seism cu magnitudinea de 7,0 Mw a lovit Haiti, având epicentrul la aproximativ 25 km de capitala Port-au-Prince. Cutremurul a provocat moartea a aproximativ 222.000 de persoane și a lăsat peste 1,5 milioane de oameni fără adăpost.[9]
- 20 aprilie 2010: Accidentul de pe platforma petrolieră Deepwater Horizon  O explozie pe platforma petrolieră Deepwater Horizon, operată de British Petroleum în Golful Mexic, a dus la deversarea a milioane de barili de petrol în ocean. Acesta este considerat cel mai grav dezastru ecologic provocat de om, afectând grav fauna marină și ecosistemele locale.[10][11]
- Iulie 2010: Inundațiile din Pakistan  Ploile musonice abundente au cauzat inundații devastatoare, afectând aproximativ 20 de milioane de oameni și provocând moartea a peste 1.700 de persoane.[12][13]

### Anul 2011:

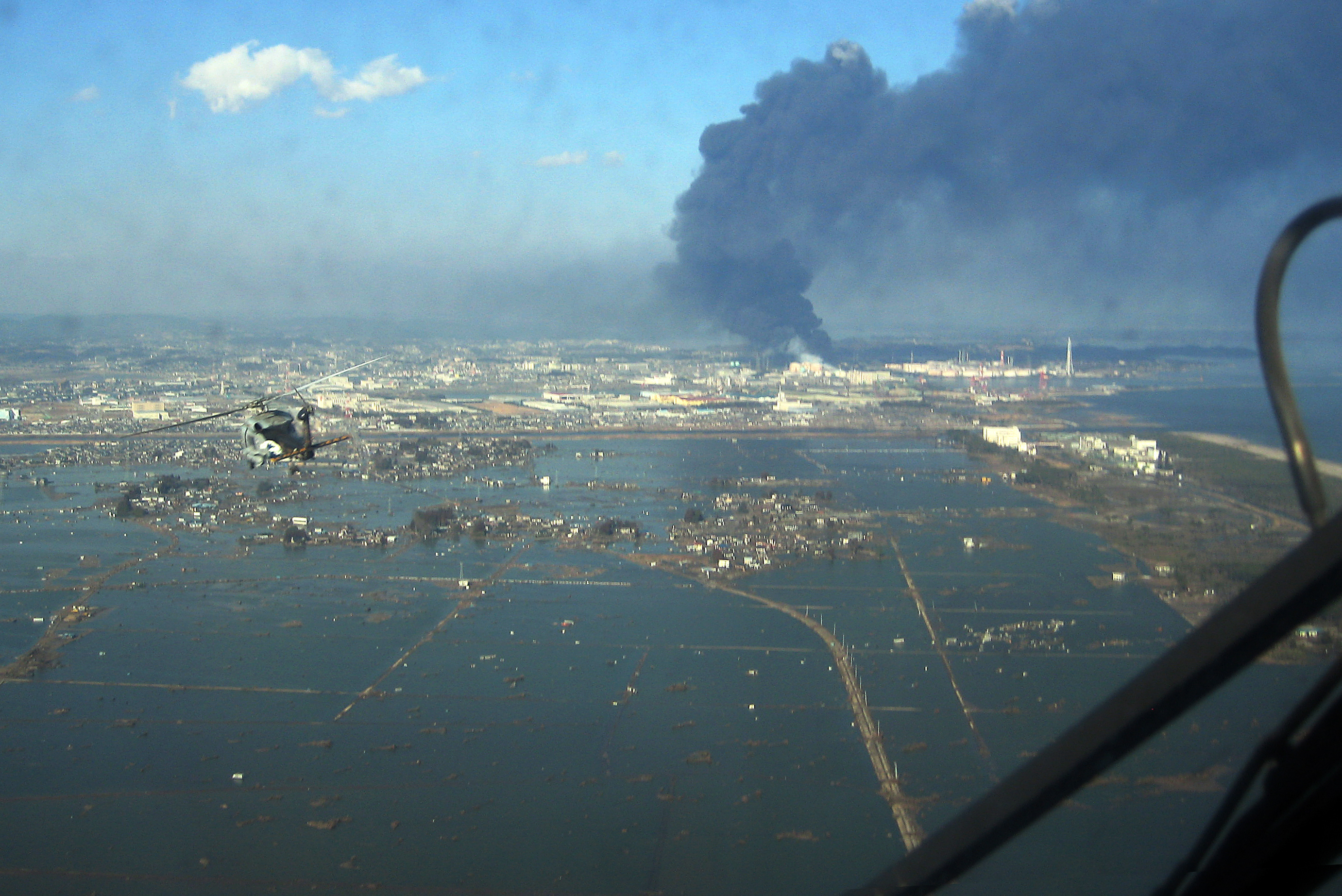
Elicopter zburând deasupra dezastrului din Tohoku.

- 11 martie 2011: Cutremurul și tsunamiul din Tōhoku, JaponiaElicopter zburând deasupra dezastrului din Tohoku.Un cutremur cu magnitudinea de 9,0 Mw a lovit regiunea Tōhoku, generând un tsunami devastator. Dezastrul a provocat moartea a peste 15.000 de persoane și a declanșat accidentul nuclear de la Fukushima, unde aproximativ 100.000 de oameni au fost evacuați din cauza radiațiilor.[14][15]
- 22 februarie 2011: Cutremurul din Christchurch, Noua Zeelandă  Un cutremur cu magnitudinea de 6,3 Mw a lovit orașul Christchurch, provocând moartea a 185 de persoane și distrugând numeroase clădiri. Pagubele au fost estimate la 16 miliarde de dolari.[16][17]
- August 2011: Uraganul Irene în Statele Unite

Uraganul Irene a afectat coasta de est a Statelor Unite, provocând inundații și pagube materiale semnificative. Costurile totale ale pagubelor au fost estimate la 15 miliarde de dolari.

### Anul 2012:
- 29 octombrie 2012: Uraganul Sandy în SUA și Caraibe Uraganul Sandy a lovit coasta de est a Statelor Unite, în special New York și New Jersey, provocând moartea a 233 de persoane și pagube de aproximativ 70 de miliarde de dolari.[19]

### Anul 2013:
- 8 noiembrie 2013: Taifunul Haiyan în Filipine  Cunoscut local ca Yolanda, taifunul Haiyan a fost unul dintre cele mai puternice cicloane tropicale înregistrate vreodată, cu viteze ale vântului de până la 315 km/h. A provocat moartea a peste 6.300 de persoane și a lăsat milioane de oameni fără adăpost.[20]

### Anul 2014:
- Mai 2014: Inundațiile din Europa de Sud-Est Ploile torențiale au provocat inundații severe în Serbia, Bosnia și Herțegovina și Croația, ducând la moartea a cel puțin 86 de persoane și strămutând sute de mii.[21]

### Anul 2015:
- 25 aprilie 2015: Cutremurul din Nepal  Un cutremur cu magnitudinea de 7,8 Mw a lovit Nepalul, provocând moartea a aproximativ 9.000 de persoane și distrugând numeroase clădiri istorice, inclusiv situri din patrimoniul mondial UNESCO.[22][23]
- 26 octombrie 2015: Cutremurul din Hindu Kush, Afganistan și Pakistan  Un cutremur cu magnitudinea de 7,5 Mw a lovit regiunea Hindu Kush, provocând moartea a peste 400 de persoane și rănind mii.[24]

### Anul 2016:
- 14 aprilie 2016: Cutremurul din Kumamoto, Japonia  Un seism cu magnitudinea de 7,0 Mw a lovit prefectura Kumamoto, provocând moartea a 50 de persoane și rănind peste 3.000.[25]
- 24 august 2016: Cutremurul din Amatrice, Italia  Un cutremur cu magnitudinea de 6,2 Mw a lovit centrul Italiei, distrugând orașul Amatrice și provocând moartea a 299 de persoane.[26]

### Anul 2017:
- 17-18 august 2017: Alunecările de teren din Sierra Leone  Ploile torențiale au provocat alunecări de teren în apropierea capitalei Freetown, ducând la moartea a peste 400 de persoane și distrugerea a numeroase locuințe.[27]
- Septembrie 2017: Uraganele Harvey, Irma și Maria în America de Nord și Caraibe  Într-un interval de câteva săptămâni, trei uragane majore au lovit regiunea:
  - Uraganul Harvey a provocat inundații catastrofale în Texas, în special în zona Houston, cu pagube estimate la 125 de miliarde de dolari.
  - Uraganul Irma a afectat Florida și mai multe insule.[28]

### Anul 2018:
- Iunie 2018: Erupția vulcanului Fuego în Guatemala

Erupția vulcanului Fuego a provocat moartea a peste 190 de persoane și a afectat mii de locuitori din satele învecinate.
- 28 septembrie 2018: Cutremurul și tsunamiul din Sulawesi, Indonezia   Un cutremur cu magnitudinea de 7,5 Mw a lovit insula Sulawesi, declanșând un tsunami care a devastat orașul Palu. Aproximativ 4.300 de persoane și-au pierdut viața, iar mii de clădiri au fost distruse.[29]
- Iulie-August 2018: Incendiile de vegetație din Grecia   Incendiile devastatoare din regiunea Attica au dus la moartea a 91 persoane și au distrus sute de case, fiind unul dintre cele mai mortale incendii de vegetație din istoria recentă a Europei.

### Anul 2019:
- Martie 2019: Ciclonele Idai și Kenneth în Mozambic, Zimbabwe și Malawi Ciclonele Idai și Kenneth au lovit sud-estul Africii, provocând inundații masive și distrugeri pe scară largă. Peste 1.300 de persoane au murit, iar milioane au fost afectate de aceste dezastre.[30][31]
- Septembrie 2019: Uraganul Dorian în Bahamas și Statele Unite Uraganul Dorian, un uragan de categoria 5, a devastat Bahamas, provocând moartea a cel puțin 70 de persoane și distrugeri masive. Ulterior, a afectat și coasta de est a Statelor Unite, cauzând pagube semnificative.[32]

## Sănătate

### Anul 2010:
- Pandemia de gripă H1N1 (2009-2010)   Pandemia de gripă H1N1, cunoscută și sub numele de "gripa porcină", a continuat până în 2010, afectând milioane de persoane la nivel global și provocând numeroase decese.
- Progrese în terapia genetică   În 2010, au fost realizate progrese semnificative în terapia genetică, inclusiv tratamente experimentale pentru boli precum hemofilia și distrofia musculară.

### Anul 2011:
- Epidemia de sindrom hemolitic-uremic din 2011   O tulpină virulentă de E. coli a provocat o epidemie în Europa, în special în Germania, ducând la peste 50 de decese și numeroase cazuri de sindrom hemolitic uremic.
- Lansarea inițiativei "Partnership for Patients" în SUA   Guvernul american a lansat inițiativa "Partnership for Patients" pentru a îmbunătăți siguranța pacienților și a reduce erorile medicale în spitale.

### Anul 2012:
- Descoperirea virusului MERS-CoV   A fost identificat pentru prima dată coronavirusul sindromului respirator din Orientul Mijlociu (MERS-CoV), care a cauzat focare de infecție cu rate ridicate de mortalitate în Orientul Mijlociu.
- Progrese în imunoterapia cancerului

Imunoterapia a început să fie recunoscută ca o modalitate eficientă de tratament pentru anumite tipuri de cancer, deschizând noi perspective în oncologie.

### Anul 2013:
- Epidemia de Ebola în Africa de Vest   Un focar de Ebola a izbucnit în Guineea și s-a răspândit în țările vecine, provocând mii de decese și evidențiind nevoia de sisteme de sănătate publică mai puternice.
- Lansarea proiectului "BRAIN" în SUA   Administrația americană a lansat inițiativa "BRAIN" (Brain Research through Advancing Innovative Neurotechnologies) pentru a accelera cercetările asupra creierului uman.

### Anul 2014:
- Epidemia de Ebola continuă

Epidemia de Ebola a atins apogeul în 2014, cu mii de cazuri și decese raportate în Africa de Vest.
- Progrese în editarea genetică cu CRISPR-Cas9   Tehnologia CRISPR-Cas9 a fost perfecționată, permițând editarea precisă a genomului și deschizând noi orizonturi în tratamentul bolilor genetice.

### Anul 2015:
- Epidemia de virus Zika Virusul Zika s-a răspândit rapid în America Latină și Caraibe, fiind asociat cu malformații congenitale severe, cum ar fi microcefalia.
- Aprobarea primului vaccin împotriva malariei Organizația Mondială a Sănătății a aprobat primul vaccin împotriva malariei, oferind speranță în lupta împotriva acestei boli mortale.

### Anul 2016:
- Declarația ONU privind rezistența la antimicrobiene Națiunile Unite au recunoscut rezistența la antimicrobiene ca o amenințare globală majoră și au adoptat o declarație pentru a combate acest fenomen.
- Progrese în terapiile cu celule stem   Au fost realizate progrese semnificative în utilizarea celulelor stem pentru tratarea unor afecțiuni precum leziunile măduvei spinării și bolile degenerative.

### Anul 2017:
- Epidemia de ciumă în Madagascar   O epidemie de ciumă a afectat Madagascarul, cu sute de cazuri raportate și numeroase decese.
- Aprobarea primei terapii CAR-T pentru cancer Administrația americană pentru alimente și medicamente (FDA) a aprobat prima terapie genică CAR-T pentru tratarea leucemiei limfoblastice acute la copii și tineri adulți.

### Anul 2018:
- Epidemia de Ebola în Republica Democrată Congo   Un nou focar de Ebola a izbucnit în RDC, fiind al doilea ca mărime din istorie și provocând îngrijorări la nivel global.
- Progrese în inteligența artificială în medicină

Inteligența artificială a început să fie integrată în diagnosticarea medicală și în planificarea tratamentelor, îmbunătățind acuratețea și eficiența îngrijirilor medicale.

### Anul 2019:
- Focarul inițial de COVID-19 în Wuhan, China   La sfârșitul anului 2019, au fost raportate primele cazuri de pneumonie de cauză necunoscută în Wuhan, ulterior identificate ca fiind cauzate de noul coronavirus SARS-CoV-2, declanșând pandemia de COVID-19.
- Lansarea raportului "World Heart Report 2019"   Raportul a evidențiat creșterea semnificativă a bolilor cardiovasculare în regiunile din afara Americii și Europei, subliniind impactul poluării aerului asupra sănătății inimii.